# Pulverplugg
Pulverplugg (Chlorophyllum agaricoides) är en svampart som först beskrevs av Vasilij Matvejevitj Tjernjajev, och fick sitt nu gällande namn av Vellinga 2002. Pulverplugg ingår i släktet Chlorophyllum och familjen Agaricaceae.  Artens status i Sverige är: Nationellt utdöd. Inga underarter finns listade i Catalogue of Life.